# Muscolo adduttore lungo
Nell'anatomia umana il muscolo adduttore lungo è un muscolo che fa parte dei muscoli anteriori della coscia.

## Anatomia
Di forma  triangolare si tratta di un  muscolo piatto, si ritrova fra il muscolo otturatore esterno e il muscolo adduttore breve, gli altri muscoli adduttori simili sono:
- Muscolo gracile
- Muscolo pettineo
- Muscolo adduttore breve
- Muscolo grande adduttore

Origina dalla sinfisi pubica e si inserisce sulla linea aspra del femore. Viene innervato dal nervo otturatore, che origina dal plesso lombare.

## Funzioni
Il muscolo è adibito all'adduzione delle cosce tramite contrazione muscolare, ne permette la rotazione in dentro (a causa della forma arcuata del femore che sposta parte della linea aspra anteriormente all'asse di rotazione), inoltre grazie a tali muscoli si ha un corretto equilibrio del bacino.